# Арнольдов, Владимир Андреевич
Владимир Андреевич Арнольдов — доктор медицины, профессор, учёный-гигиенист; исполняющий обязанности ректора Саратовского университета в 1918 году.

## Биография
Арнольдов Владимир Андреевич родился 12 сентября 1861 года в Симбирске в семье священнослужителя.
Окончил в 1887 году Казанский университет, медицинский факультет.
Работал земским врачом в Стерлитамакском уезде Уфимской губернии.
1891 по 1893 год работал в созданной при Казанской городской думе группе «бесплатных думских врачей».
В 1892 году во время эпидемии холеры в Поволжье, на реке Волге В. А. Арнольдовым были впервые организованы врачебно-наблюдательные пункты и плавучие холерные бараки.
С 1893 года занимался научной работой на кафедре гигиены Императорского Казанского университета на должности сверхштатного лаборанта. Здесь он в течение трех лет изучал экспериментальную гигиену в лаборатории гигиенического кабинета под руководством профессора М. Я. Капустина.
После двух лет работы на кафедре В. А. Арнольдова командировали для ознакомления с работой наиболее известных и передовых на тот момент санитарных объектов (водоснабжение, канализация, освещение и других) в крупных городах Европы (Варшава, Берлин) и России (Петербург).
Знакомясь в Берлине с канализацией, описываемой в учебниках гигиены как образец канализации радиальной системы, В. А. Арнольдов изучил также поля орошения и сплавную канализацию в Панкове (пригород Берлина). Также работал в Гигиеническом институте (Берлин), преимущественно в музее, занимался в бактериологической лаборатории где изучал различные виды патогенных и непатогенных плесневых грибов.
По возвращении в Казань Владимир Андреевич продолжил работать в гигиеническом кабинете в качестве лаборанта, где подготовил диссертацию: «О гигроскопичности некоторых веществ и её отношении в гигиене», которую защитил в 1899 году на медицинском факультете Казанского университета и удостоился за неё ученой степени доктора медицины.
Опубликованные научные труды В. А. Арнольдова этого периода, в основном относящиеся к исследованию пищевых продуктов: «О количественном определении спорыньи в печёном хлебе» (Труды Казанского общества естествоиспытателей, 1896), «О рыночном контроле молока в Казани» (Дневник Общества врачей при Императорском Казанском университете, 1894), «Об одном из образцов фальсификации чая в Казани» (Там же, 1895).
В 1899 году В. А. Арнольдов руководил отрядом по борьбе с голодом и цингой в Момадышском уезде Казанской губернии, и проводил обследование социально-экономического положения местных жителей. В дальнейшем материалы исследования были опубликованы в трудах VIII Пироговского съезда врачей.
С 1903 по 1905 год В. А. Арнольдов работал в должности главного врача лечебных и санитарных учреждений в Баку, участвовал в разработке проекта сооружения водопровода и переписи населения. Организовал издание журнала «Ежемесячные сведения по медицинским и санитарным учреждениям».
С 1905 по 1912 год — санитарный врач Казанского округа путей сообщения.
В летнее время работу в университете совмещал с обязанностями санитарного врача Нижегородского участка санитарного надзора по реке Волге, занимаясь обследованием санитарно-экономического состояния лодочников, перевозивших грузы и пассажиров по Волге в период навигации, а также вопросами организации по улучшению качества питьевой воды на пассажирских пароходах. При его активном участии на пароходах компании «Русь» и «Беркфельдия» фирмой «Нептун» были установлены американские фильтры, «задерживающие бактерии», а на больших пассажирских пароходах — кипятильники.
В этот период В. А. Арнольдовым изданы несколько крупных научных трудов, в которых он показал себя специалистом химического анализа. Так, в работе «О воде реки Волги и её главных притоков», опубликованной в журнале «Вестник общественной гигиены, судебной и практической медицины» (1905), представлены материалы количественного анализа 23 проб воды, взятых с различных мест по течению Волги и некоторых её притоков. В статье «Из практики канализации в русских городах» (журнал «Врач». 1911. № 4) приведены результаты многочисленных анализов сточных вод.
В связи с избранием профессора М. Я. Капустина в Государственную думу Владимир Андреевич в конце 1907 года с места службы в Нижнем Новгороде был приглашен медицинским факультетом Казанского университета для чтения систематического курса лекций по гигиене и вновь избран на должность приват-доцента кафедры.
На состоявшемся заседании Совета Императорского Саратовского университета 8 октября 1912 года приват-доцент, доктор медицины, коллежский советник Владимир Андреевич Арнольдов большинством голосов был избран экстраординарным, а с 1915 года — ординарным профессором по кафедре гигиены и при ней эпидемиологии и медицинской полиции, медицинской статистики, учения об эпизоотических болезнях и ветеринарной полиции, которой он руководил непрерывно в течение 18 лет.
В 1915 году получил чин статского советника.
Во время Первой мировой войны и Гражданской войны с 13 августа 1916 по 6 декабря 1920 года В. А. Арнольдов был деканом медицинского факультета, а с 7 мая по 28 сентября 1918 года исполнял должность ректора Саратовского университета.
В 1927 году В. А. Арнольдов как профессор-гигиенист был приглашен для работы в редакцию по подготовке первого издания Большой медицинской энциклопедии.
В мае 1928 года Саратовской губернской охраной труда и правлением университета В. А. Арнольдов был командирован в Ленинград на съезд профилактической медицины, где выступил с докладом «О запыленности на фабриках и заводах в Саратове».
В. А. Арнольдова занимался научно-просветительской работой в качестве лектора на различных курсах, устраиваемых для сельских учителей, инструкторов по внешкольному образованию, в публичных общедоступных лекториях в Баку и Саратове.
В. А. Арнольдовым создано около сорока научных трудов, по актуальным вопросам гигиены водоснабжения и санитарной охраны водоемов, окружающей среды, гигиены питания и труда, организации и проведения мероприятий по борьбе с инфекционными заболеваниями, которые не потеряли свою значимость и в настоящее время.
Арнольдов В. А. скончался 22 ноября 1941 года. Похоронен на Воскресенском кладбище Саратова.